# Comitato Olimpico Guatemalteco
Il Comitato Olimpico Guatemalteco (noto anche come Comité Olímpico Guatemalteco in spagnolo) è un'organizzazione sportiva guatemalteca, nata nel 1947 a Miami, Stati Uniti.
Rappresenta Guatemala presso il Comitato Olimpico Internazionale (CIO) dal 1947 ed ha lo scopo di curare l'organizzazione, il potenziamento dello sport e, in particolare, la preparazione degli atleti guatemaltechi, per consentire loro la partecipazione ai Giochi olimpici. L'associazione è, inoltre, membro dell'Organizzazione Sportiva Panamericana.
L'attuale presidente dell'organizzazione è Fernando Beltranena Valladares, mentre la carica di segretario generale è occupata da Sergio Arnoldo Camargo Muralles.

## Storia
Nel settembre 2022, il CIO ha deciso di sospendere gli atleti del Guatemala dalle competizioni internazionali, inclusi i Giochi olimpici di Parigi 2024, a causa del protrarsi per lungo tempo della controversia legata all'elezione del presidente e degli organi direttivi del Comitato Olimpico Guatemalteco.